# Zonotrichia leucophrys
Il passero corona bianca (Zonotrichia leucophrys J.R.Forster, 1772) è un uccello passeriforme appartenente alla famiglia dei Passerellidi.

## Distribuzione e habitat
Questa specie è originaria di Bahamas, Belize, Canada, Isole Cayman, Cuba, Messico, Saint-Pierre e Miquelon, Turks e Caicos e Stati Uniti. 
È accidentale in Groenlandia, Giappone e Regno Unito. La sua presenza è incerta in Giamaica.